# 克里斯·雷德菲爾
克里斯·雷德菲爾是日本電子遊戲「生化危機系列」的角色。登場於《惡靈古堡》、《生化危機：聖女密碼》、《生化危機：安布雷拉編年史》、《生化危機 啟示》、《生化危機5》、《惡靈古堡6》、《惡靈古堡：血仇》、《惡靈古堡7》和《惡靈古堡 村莊》。

## 人物
克里斯擁有相當強健的體格，同時也是個相當厲害的射擊專家，生命力豐沛，適應力強，擁有優秀的觀察力，在工作上不仅值得信賴又重義氣。《生化危機》時的個性直爽且強硬，但歷經了洋館事件後個性變得相當沉穩，是「生化危機系列」中的一个硬汉形象。妹妹是克蕾兒·雷德菲爾，常用槍枝為M92F。
克里斯·雷德菲爾一直深受評論家和玩家基本上的一致好評。2009年，GAMEZONE在五大「遊戲之神」中排名第四，他的新外觀，稱他是「一個華麗的大塊肌」，一個殺手、夢幻般的身體看起來對大部分人覺得相當好。

## 角色造型設計
克里斯是歷代角色當中造型改最多的一個，遊戲設計師神谷英樹甚至承認他是克里斯的粉絲。
在《惡靈古堡》中，直立的頭髮、消瘦但不枯瘦的臉型和他隊服左肩上，為其心愛的軍刀特製的口袋，都表現出克里斯年輕、活力充沛的個性。這個造型一直沿用到《生化危機：聖女密碼》、《惡靈古堡復刻版》和《生化危机：安布雷拉編年史》。《惡靈古堡5》的造型則是令所有玩家大吃一驚，頭髮不是直立而是稍微留長又凌亂一些，身形則是壯碩了許多，從表情上來看，有些感傷，這給人了沉穩的感覺，但其行動力依舊不輸給前幾代。《惡靈古堡5》的形象雖然沿用到《惡靈古堡6》，但臉型稍有發福，而且又多了一份成熟穩重，給人以憂鬱硬漢形象。髮型則變得非常簡單，有別於以前的板刷髮型和惡靈古堡5凌亂髮型。
造型師山形洋介曾提過，若要替角色給個代表顏色的話，克里斯是綠色、吉兒則是藍色，之後的克里斯與吉兒的服裝顏色也都是以綠色系與藍色系為主。

## 經歷
克里斯過去是美國空軍的成員，是一個經驗豐富的飛行員，負責探查及確認敵人行動的工作，但因與長官不合而離開，最後被亞伯·威斯卡（Albert Wesker）看上而邀請他加入浣熊市（Raccoon City）內特殊戰略及救援部隊（Special Tactics And Rescue Service，簡稱S.T.A.R.S.）中成為A隊（Alpha Team）的成員。

### 生化危機
遊戲時間設定在1998年7月24日，故事講述位於浣熊市（Raccoon City）的阿克雷山區的森林地方發生離奇的殺人事件，而受害者的身體上有曾經被生物啃咬過的傷痕而且大部份還支離破碎，而浣熊市（Raccoon City）S.T.A.R.S.特種部隊的B隊（Bravo Team）前往調查但卻音訊全無。24歲的克里斯在《生化危機》（Biohazard），與吉兒·范倫廷（Jill Valentine）一同和A隊（Alpha Team）前往阿克雷山區檢查，卻捲入了「洋館事件」，在一間洋館中遇上一群被T病毒（T-Virus）感染的殭屍。克里斯在洋館調查期間，發現了威斯卡的秘密，並知道所有的事件都是由大型跨國製藥企業保護傘公司（Umbrella）洩漏的T病毒所引起的，事後，克里斯與吉兒便離開了浣熊市，四處尋找保護傘公司的犯罪證據。

### 生化危機：聖女密碼
洋館事件後克里斯離開了浣熊市，繼續尋找有關保護傘公司的地下業務，在遊戲後期收到里昂·史考特·甘乃迪請求到洛克福特島拯救他的妹妹克蕾兒·雷德菲爾（Claire Redfield）。克里斯當然馬上答應並前往救援，卻遇到前來收集聖女病毒資料的亞伯·威斯卡（Albert Wesker）。被威斯卡打了幾下後，克里斯從倖存的監獄警衛羅德瑞格（Rodrigo）得知克蕾兒在南極，於是也搭乘噴射機前往南極。在南極的艾莉西亞之後攻擊克里斯和克蕾兒，最後被克里斯的雷射砲擊敗了。在兩兄妹要逃走時，克蕾兒被威斯卡俘虜，而克里斯被迫與威斯卡決鬥，而在威斯卡要將克里斯打敗時，克里斯隨機應變，將威斯卡重傷，最後兩人各自離開，克里斯和克蕾兒也逃離了南極。

### 生化危機：安布雷拉編年史
此時的克里斯與吉兒加入私設的生物災害封鎖部隊（Biohazard Containment Unit），並在2003年2月13日前往保護傘公司於俄羅斯設置的研究基地，調查並摧毀該基地。

### 生化危機5
克里斯為了尋找失蹤的吉兒而來到非洲，與生化恐怖主義安全評估聯盟（Bioterrorism Security Assessment Alliance，簡稱BSAA）的成員席娃·亞洛瑪（Sheva Alomar）一同調查，而在調查的期間發現一連串的危機都是由亞伯·威斯卡在幕後操縱。面對宿敵的威脅，克里斯該如何突破難關並救出吉兒？

### 生化危機6
克里斯为了救出被困的联合国官员，带领着自己的队员皮尔斯·尼凡斯来到另一个城市──中国沿海都市“兰祥”（位於香港）。「我何时才能解脱？」身心俱疲的克里斯在前往中国的路上不断思索着，不过他还是义无返顾的投入了地狱般的战斗。面对着被攻击后有复生能力的新型生物武器（B.O.W.），克里斯的队友一个个的死去。克里斯开始怀疑起自己的领导能力，“是我的错误，他们的死是我的失误。”不过坚强的克里斯仍然选择继续走下去，面对着地狱般的兰祥，克里斯将如何选择？

### 生化危機7
在伊森對抗最終魔王伊芙琳第2形態瀕臨死亡時，克里斯乘坐新保護傘公司的直昇機經過戰鬥空域，投下「亞伯01（Albert 01）」協助殺敵，並救出伊森的妻子米婭。在DLC「並非英雄」（Not a hero）中擊敗貝克家長子盧卡斯。

### 生化危機 村莊
克里斯為了執行新的生物武器（B.O.W.）追捕任務時與伊森對峙。後來克里斯開槍射殺伊森的妻子米婭，伊森則追問克里斯射殺米婭的原因，為了不讓伊森捲入事件，克里斯決定不讓伊森知曉真相，並帶走伊森的幾個月大的女兒蘿絲瑪莉，自己一個人執行任務。

## 電影
2010年真人電影《惡靈古堡4：陰陽界》由男演員溫特沃思·米勒飾演。
2017年，克里斯是CG電影《生化危機：血仇殺戮》其中一個主角，其他主角有里昂·S·肯尼迪和瑞貝卡·錢伯斯。
2021年上映的重啟版電影《惡靈古堡首部曲：拉昆市》中，由加拿大男演員羅比·艾梅爾飾演克里斯。

## 外部連結
- 生化危機系列（登場主角）